# Шпехбах
Шпехбах (њем. Spechbach) општина је у њемачкој савезној држави Баден-Виртемберг. Једно је од 54 општинска средишта округа Рајн-Некар. Према процјени из 2010. у општини је живјело 1.737 становника. Посједује регионалну шифру (AGS) 8226086.

## Географски и демографски подаци
Шпехбах се налази у савезној држави Баден-Виртемберг у округу Рајн-Некар. Општина се налази на надморској висини од 197 метара. Површина општине износи 8,5 km². У самом мјесту је, према процјени из 2010. године, живјело 1.737 становника. Просјечна густина становништва износи 204 становника/km².

## Међународна сарадња
| Мјесто       | Држава    | Врста сарадње | Од    |
| ------------ | --------- | ------------- | ----- |
|              | Француска |               | 1985. |
| Санкт Мартин | Аустрија  |               | 1988. |
| Имштерберг   | Аустрија  |               | 1976. |
| Извор        |           |               |       |